# Velîka Hremeacea, Mirhorod
Velîka Hremeacea (în ucraineană Велика Грем'яча) este un sat în comuna Popivka din raionul Mirhorod, regiunea Poltava, Ucraina.

## Demografie
Componența lingvistică a localității Velîka Hremeacea
     Ucraineană (98,93%)
     Rusă (1,07%)
Conform recensământului din 2001, majoritatea populației localității Velîka Hremeacea era vorbitoare de ucraineană (98,93%), existând în minoritate și vorbitori de rusă (1,07%).